# أصايل محمد
أصايل محمد العتيبي (1992 – ) ممثلة وعارضة سعودية.

## عنها
بدأت كموديل ثم انتقلت للتمثيل بعام 2023 عن طريق الصدفة. قدمت دور بطولي بأول أعمالها الذي كان الجزء الثاني من مسلسل «سكة سفر»، ومن بعده انطلقت في الأدوار البطولية الأخرى. حققت النجاح في مسلسل «بيت العنبكوت».

## أعمالها

### في التلفزيون
- 2023: سكة سفر - الجزء الثاني.
- 2024: الفرج بعد الشدة.[2]
- 2024: بيت العنكبوت.
- 2025: هم يضحك.
- 2025: أكثر من خوات.

### البرامج
- درايش 2 - بمشاركة ماجد مطرب فواز.[3]